# 两廊一圈
两廊一圈（英语：two corridors one circle），是中华人民共和国政府与越南社会主义共和国政府达成一致共同建设的跨国经济带。其范围涵盖“昆明-老街-河内-海防-广宁”、“南宁-谅山-河内-海防-广宁”经济走廊和环北部湾经济圈，涉及中国广西、广东、云南、海南、香港和澳门及越南的10个沿海地带。两条走廊共跨度14万平方公里，总人口3900万人。